# Boulevard de la République (Noisy-le-Sec)
Pour les articles homonymes, voir Boulevard de la République.
Le boulevard de la République à Noisy-le-Sec est l'une des artères principales de cette ville.

## Situation et accès
Partant de l'ouest, il marque le début du boulevard Michelet et traverse la rue Dombasle. Il se termine rond-point du 11-Novembre-1918, place importante de la ville, où convergent l'avenue Marceau, la rue de Merlan, l'avenue du Général-Leclerc, l'avenue Victor-Hugo et l'avenue Pasteur.
Il est desservi par la gare de Noisy-le-Sec qui depuis sa reconstruction de 1955 à 1957, ouvre un accès sur le boulevard.

## Origine du nom

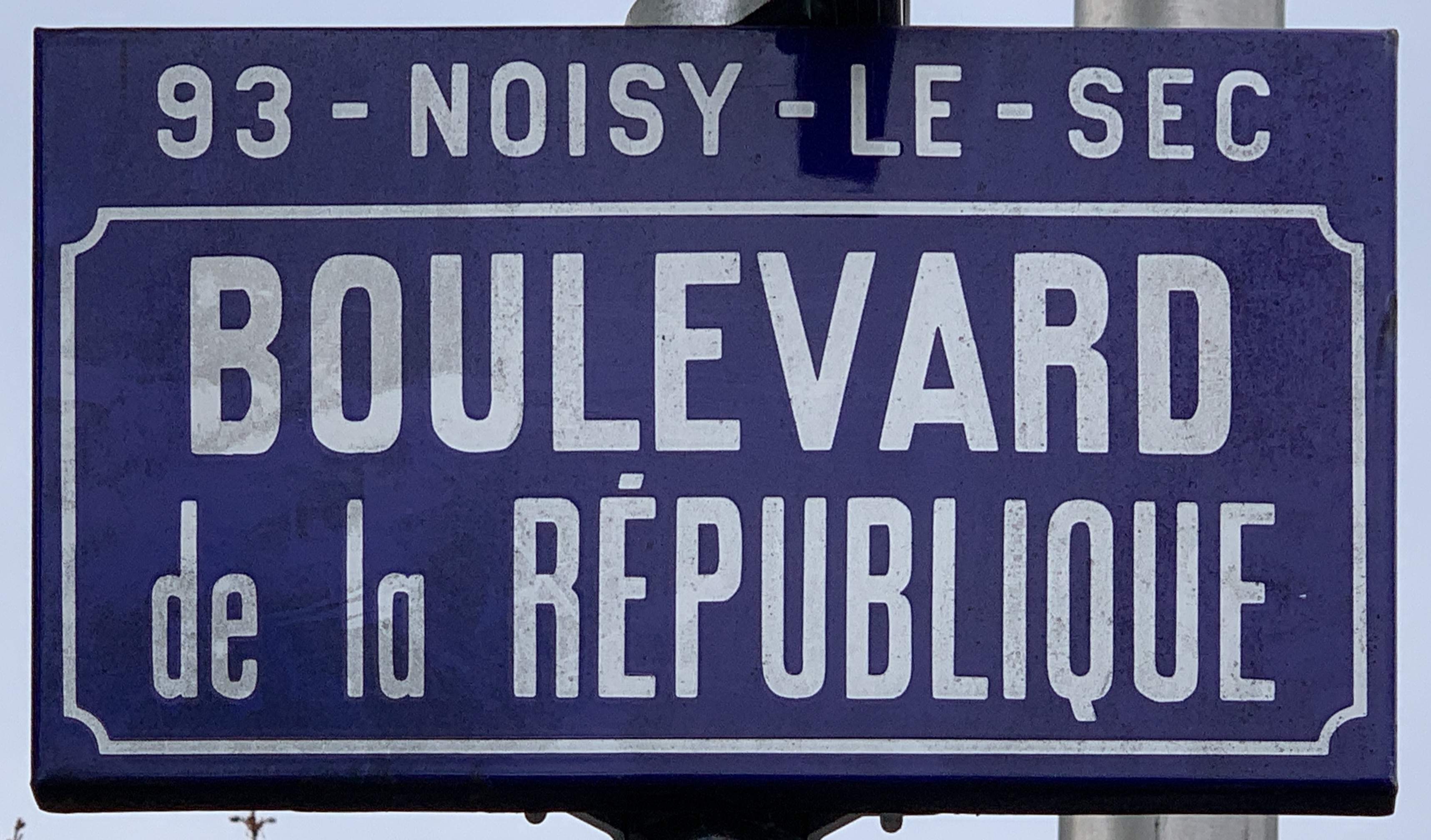
Plaque du boulevard.

Le boulevard de Merlan est renommé boulevard de la République en 1888.

## Historique

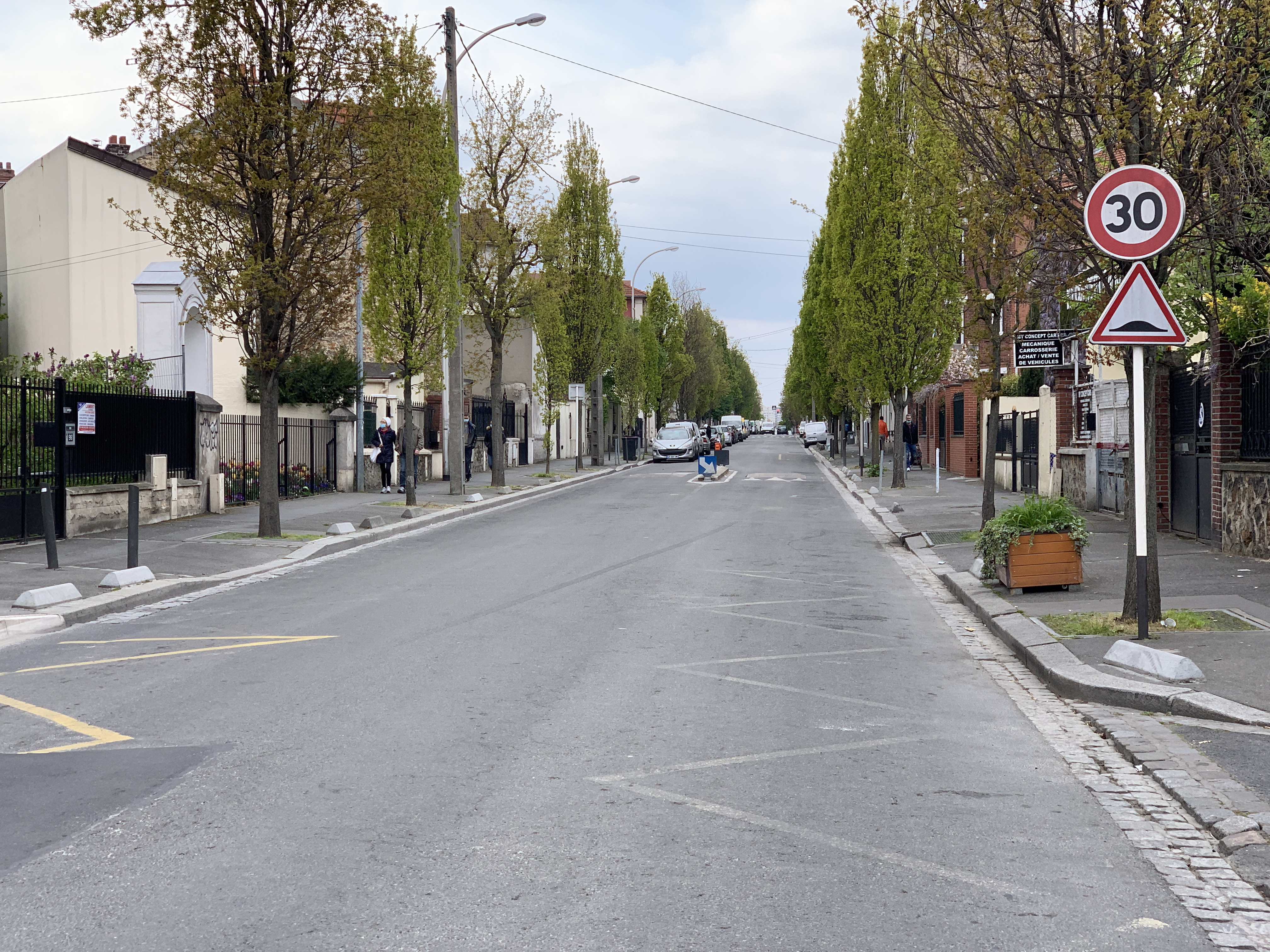
Le boulevard en avril 2021.

Ce boulevard a été ouvert en 1878, à la suite de la création de la gare de Noisy-le-Sec.

## Bâtiments remarquables et lieux de mémoire

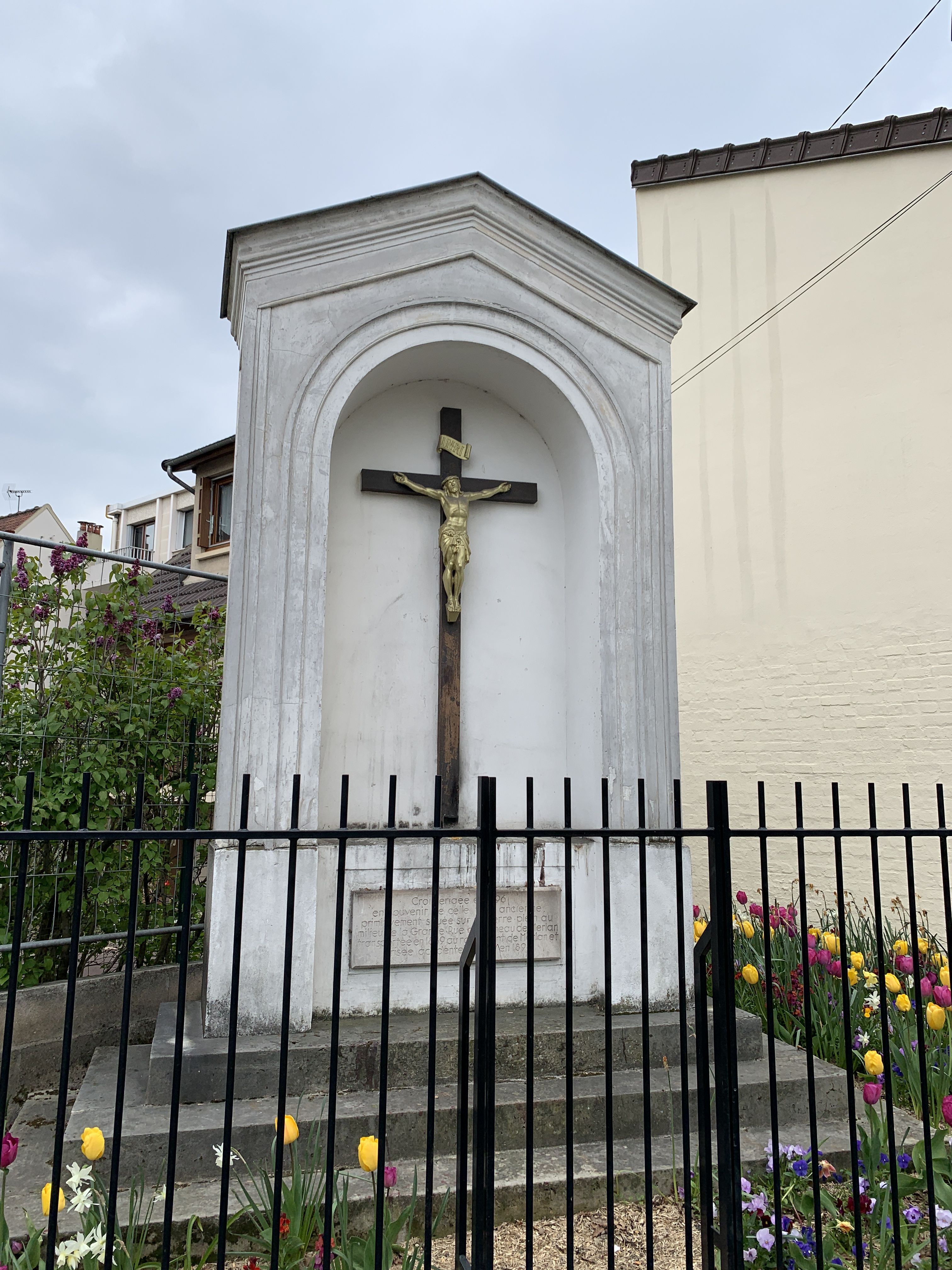
La croix de Merlan.

- Église Saint-Jean-Baptiste de Noisy-le-Sec, construite en 1929.
- Square Jean-Jaurès.
- Au no 62, une plaque apposée sur une maison témoigne de l'œuvre de l'architecte Hector Espaullard[5].
- La croix de Merlan, aussi appelée calvaire de Merlan, érigée en 1896 en souvenir d'une ancienne croix située dans la Grande-Rue du hameau de Merlan et qui, déplacée en 1889 au rond-point de Merlan, fut en 1894 brisée par accident[6].